# سيد علي (إعلامي)
سيد علي إعلامي وصحفي مصري، يشغل منصب نائب رئيس تحرير صحيفة الأهرام، كما أنه مذيع ومقدم برامج علي شاشة قناة المحور.

## بدايته
```
من مواليد عام 1957 تخرج من كليه الاعلام عام 1981 بدأ «سيد علي» العمل الإعلامي من خلال الصحافة المكتوبة بجريدة مايو 
```

الت أسسها الرئيس السادات ثم التحق بجريده الاتحاد الظبيانيه 
وعمل محققا صحفيا بجريده الأهرام التي تتدرج بها في عدد من المناصب المختلفة 
حيث كان مساعد رئيس التحرير ومدير التحرير، بالإضافة إلي كونه كاتب بالصحيفة 
ولديه زاوية أسبوعية بعنوان «ببساطة» يناقش من خلالها الأحوال السياسية وأبرز القضايا الإقليمية والدولية. 
وحصل على كافه الجوائز الصحفيه في فن التحقيق الصحفى من نفابه الصحفيين المصرية وجائزه الصحافة العربية من دبي 
كما اتجه بعد ذلك إلى الإعلام المرئي علي شاشة قناة «المحور» من خلال برنامج «ببساطة» عام 2003م 
والذي استمر في تقديمه حتى مارس عام 2009م ليقدم برنامجاً جديداُ بعنوان «48 ساعة» بالمشاركة مع الإعلامية «هناء السمري».
والأن يقوم بتقديم برنامج على قناة العاصمة

## عقب ثورة 25 يناير
تعرض الإعلامي «سيد علي» لهجوم شديد عقب ثورة 25 يناير عام 2011م حيث تم اتهامه بالالتفاف حول الثورة ومعاداتها بتقديم وقائع غير حقيقية، الأمر الذي أدي لتوقف البرنامج في فبراير من نفس العام على الرغم من تبرئته من قبل لجنة التأديب بنقابة الصحفيين فيما بعد. إلا أنه استكمل مشواره الإعلامي بتقديم برنامج «90 دقيقة» خلفاً للإعلامي معتز الدمرداش لفترة قصيرة، ثم تولى بعد ذلك مسئولية تقديم برنامجين الأول بعنوان «حدوتة مصرية» والثاني بعنوان «كلام جرائد» والذي يطرح من خلاله مجموعة من القضايا المثارة على الساحة المحلية في مصر وتداولها وسائل الإعلام والرأي العام. وظهر بعد شهور من ثورة يناير ان الوقائع التي ذكرتها الصحفيه نجاه عبد الحمن حول السفر والتدريب في الخارج كانت صحيحه وتم الحكم في قضيه التمويل الأجنبي التي اثارها سيد على واصر عليها رغم العنت والهجوم الحاد عليه من منظمات المجتمع المدني الممولة من الخارج والغريب ان نظام مبارك تعامل معه بوصفه من المعارضة وكانت تحقيقاته في الأهرام الناقدة للاوضاع الاجتماعية والاقتصاديه والسياسيه قد حرمته من الترقى وعندما انتقد الحرائق والتخريب في ثوره يناير وضعته الجماعات الممولة من الخارج والاخوان في قوائم أعداء الثورة ان ومن ابز أعماله الصحفيه حملات التعليم والبنيه الأساسية ومصيبه المعونة الإمريكية وما يطلق عليه الحزب الأمريكي في مصر ويرى ان مشكله مصر في ثنائية الاخوان والناصرية وانهما وجهان لعمله واحده